# 다닐 바스
다닐 바스(Daniel Wass, 1989년 5월 31일 ~ )는 덴마크의 축구 선수이다. 현재 브뢴뷔 IF와 덴마크 축구 국가대표팀에서 활약하고 있다.